# Hałyna Markuszewśka
Hałyna Petriwna Markuszewśka (ukr. Галина Петрівна Маркушевська;  ur. 16 lipca 1976) – ukraińska piłkarka ręczna, medalistka olimpijska i mistrzostw Europy.
Ukończyła Narodowy Uniwersytet Wychowania Fizycznego i Sportu Ukrainy (1999), występowała m.in. w ukraińskim klubie Motor Zaporoże.
Została wicemistrzynią Europy w 2000 roku. Wystąpiła również na letnich igrzyskach w Atenach. Ukraina zdobyła brązowy medal olimpijski, zaś Markuszewśka strzeliła 10 bramek.
Odznaczona Orderem Księżnej Olgi III stopnia, zasłużona mistrzyni sportu Ukrainy (2004).